# 翁德雷·彼得拉克
翁德雷·彼得拉克（1992年3月11日—）是一位捷克足球運動員。在場上的位置是中場。他現在效力於德國足球甲級聯賽球隊紐倫堡足球俱樂部。他也代表捷克U21國家隊參賽。